# Abierto de São Paulo
El Abierto de São Paulo es un torneo profesional de tenis perteneciente al ATP Challenger Tour. Se juega desde el año 2001 sobre superficie dura, en São Paulo, Brasil.
Es uno de los tres torneos de categoría Challenger que se disputa actualmente en la ciudad de São Paulo, junto con el IS Open de Tenis y el São Paulo Challenger de Tenis.

## Palmarés

### Individuales

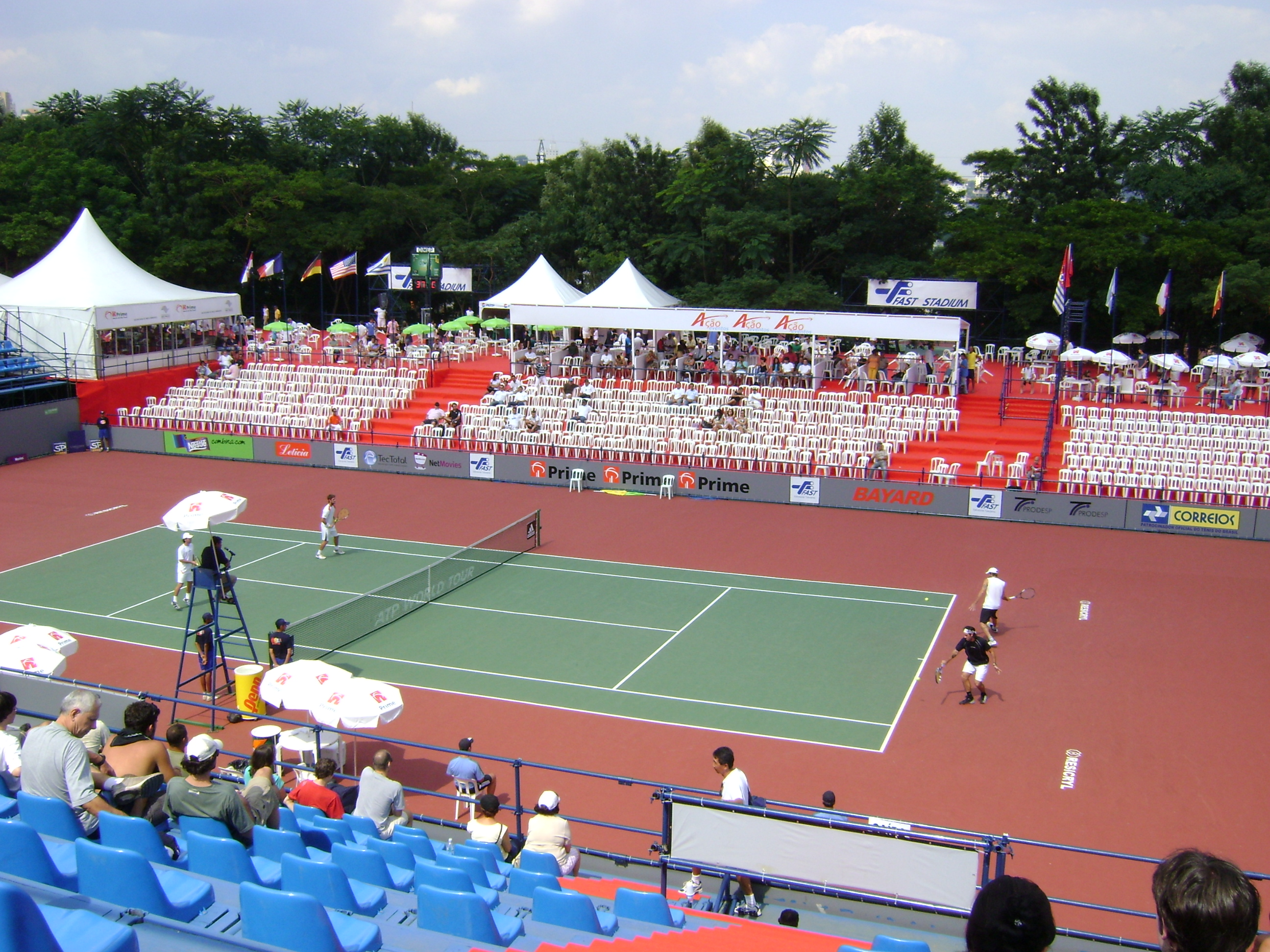
Calentamiento previo, en la cancha central, de un partido de dobles de 2009 entre Ricardo Mello/Caio Zampieri y Franco Ferreiro/Flávio Saretta.

| Año  | Campeón           | Finalista                | Resultado       |
| ---- | ----------------- | ------------------------ | --------------- |
| 2014 | João Souza        | Alejandro González       | 6-4, 6-4        |
| 2013 | Horacio Zeballos  | Rogério Dutra da Silva   | 7-6(5), 6-2     |
| 2012 | Thiago Alves      | Gastão Elias             | 7–6(5), 7–6(1)  |
| 2011 | Ricardo Mello     | Rafael Camilo            | 6–2, 6–1        |
| 2010 | Ricardo Mello     | Eduardo Schwank          | 6–3, 6–1        |
| 2009 | Ricardo Mello     | Paul Capdeville          | 6-2, 6-4        |
| 2008 | Thiago Alves      | Carlos Berlocq           | 6-4, 3-6, 7-5   |
| 2007 | Guillermo Cañas   | Diego Hartfield          | 6-3, 6-4        |
| 2006 | Flávio Saretta    | Thiago Alves             | 7-6, 6-3        |
| 2005 | Ricardo Mello     | Giovanni Lapentti        | 4-6, 6-2, 7-6   |
| 2004 | Juan Mónaco       | Adrián García            | 6-4, 7-6        |
| 2003 | Flávio Saretta    | Andrés Dellatorre        | 7-6, 6-3        |
| 2002 | Frédéric Niemeyer | Martín Vassallo Argüello | 7-6, 0-1 retiro |
| 2001 | Flávio Saretta    | Guillermo Coria          | 7-6, 6-2        |

### Dobles
| Año  | Campeones                          | Finalistas                         | Resultado           |
| ---- | ---------------------------------- | ---------------------------------- | ------------------- |
| 2014 | Gero Kretschmer Alexander Satschko | Nicolás Barrientos Víctor Estrella | 4-6, 7-5, [10-6]    |
| 2013 | James Cerretani Adil Shamasdin     | Federico Delbonis Renzo Olivo      | 6(5)-7, 6-1, [11-9] |
| 2012 | Fernando Romboli Júlio Silva       | Jozef Kovalík José Pereira         | 7–5, 6–2            |
| 2011 | Franco Ferreiro André Sá           | Santiago González Horacio Zeballos | 7–5, 7–6(12)        |
| 2010 | Brian Dabul Sebastián Prieto       | Tomasz Bednarek Mateusz Kowalczyk  | 6-3, 6-3            |
| 2009 | Carlos Berlocq Leonardo Mayer      | Mariano Hood Horacio Zeballos      | 7-6, 6-3            |
| 2008 | Jamie Delgado Bruno Soares         | Brian Dabul Horacio Zeballos       | 6-1, 6-3            |
| 2007 | Pablo Cuevas Adrián García         | Marcelo Melo Alexandre Simoni      | 6-4, 6-2            |
| 2006 | Thiago Alves Flávio Saretta        | Lucas Engel André Ghem             | 7-6, 6-3            |
| 2005 | André Sá Bruno Soares              | Tomas Behrend Marcos Daniel        | 6-2, 6-2            |
| 2004 | Ramón Delgado André Sá             | Franco Ferreiro Marcelo Melo       | 7-5, 7-6            |
| 2003 | Federico Browne Rogier Wassen      | Ignacio Hirigoyen Andy Ram         | 7-6, 7-6            |
| 2002 | Brandon Coupe Frédéric Niemeyer    | Federico Browne Luis Horna         | 6-7, 7-6, 6-4       |
| 2001 | Noam Okun André Sá                 | Cédric Kauffman Flávio Saretta     | 6-4, 1-6, 6-4       |